# Lengua makah
El idioma Makah es una lengua indígena estadounidense hablada por el pueblo Makah. Desde el año 2002, nadie la tiene como lengua principal y materna debido a la muerte de su último hablante nativo fluido, Ruth E. Clapanhoo. Sin embargo, sigue siendo hablada como segunda lengua, y la tribu Makah está intentando recuperarla, incluso a través de clases preescolares.   El endónimo del Makah es qʷi·qʷi·diččaq . 
Los Makah habitan la esquina noroeste de la Península Olímpica de Washington, en el lado sur del Estrecho de Juan de Fuca. Su idioma está estrechamente relacionado con el nuu-chah-nulth, hablado por los nutka y el ditidaht, hablado por el pueblo homónimo, que son lenguas nativas de la costa oeste de la isla de Vancouver, en el lado norte del estrecho, en la provincia canadiense de Columbia Británica. El makah es el único miembro de la familia lingüística wakashan hablado en los Estados Unidos; los demás miembros se hablan en Columbia Británica, Canadá, desde la isla de Vancouver hasta la región de la costa central.
Estas tres lenguas, el Makah, el Nuu-chah-nulth y el Ditidaht, pertenecen a la rama Nootkan del Sur de la familia Wakashan. Las lenguas wakashan del norte, que son el kwak'wala, el heiltsuk-oowekyala y el haisla, se hablan en la costa occidental canadiense, más allá del territorio de los nuu-chah-nulth y lejos del Estrecho de Juan de Fuca.
Los fonemas del Makah se presentan a continuación en el alfabeto Makah; si el símbolo en el alfabeto nativo es distindo del símbolo AFI, el equivalente en AFI aparecerá entre paréntesis. 
|                    |             | Labial | Alveolar | Alveolar | Alveolar | Post- alveolar | Velar  | Velar    | Uvular | Uvular   | Glottal |
| plain              | sibilant    | Labial | lateral  | plain    | labial   | Post- alveolar | plain  | labial   |        |          | Glottal |
| ------------------ | ----------- | ------ | -------- | -------- | -------- | -------------- | ------ | -------- | ------ | -------- | ------- |
| Plosive/ Affricate | voiceless   | p      | t        | c [ts]   | ƛ [tɬ]   | č [tʃ]         | k      | kʷ       | q      | qʷ       | ʔ       |
| Plosive/ Affricate | ejective    | p̓ [pʼ] | t̓ [tʼ]   | c̓ [tsʼ]  | ƛ̓ [tɬʼ]  | č̓ [tʃʼ]        | k̓ [kʼ] | k̓ʷ [kʷʼ] | q̓ [qʼ] | q̓ʷ [qʷʼ] | ʔ       |
| Plosive/ Affricate | voiced      | b      | d        |          |          |                |        |          |        |          |         |
| Fricative          | Fricative   |        |          | s        | ł [ɬ]    | š [ʃ]          | x      | xʷ       | x̌ [χ]  | x̌ʷ [χʷ]  |         |
| Approximant        | Approximant |        |          |          | l        |                | y [j]  |          | w      |          |         |

El makah es un idioma pintoresco en tanto que tiene fonemas nasales, un rasgo que comparte con su vecina lengua quileute .
|         | Frente | Frente | Central | Central | Atrás | Atrás |
| corto   | largo  | corto  | largo   | corto   | largo |       |
| ------- | ------ | ------ | ------- | ------- | ----- | ----- |
| Cerca   | ɪ      | iː     |         |         | ʊ     | uː    |
| Medio   | ɛ      | æː     | ə       |         | ɔ     | oː    |
| Abierto |        |        |         | a ː     |       |       |

El Makah tiene 5 vocales fonológicamente cortas (escritas ⟨aeiou ⟩ y pronunciadas [ə]</link> , [ɛ]</link> , [ɪ]</link> , [ɔ]</link>, y [ʊ]</link> ) y cinco vocales fonológicamente largas (escritas ⟨a· e· i· o· u·⟩ y se pronuncian [a]</link> , [æ]</link> , [i]</link> , [o]</link>, y [u]</link> ). Además, tiene seis diptongos (son escritos ⟨aw ay ey iy oy uy⟩ y se pronuncian [aw]</link> , [aj]</link> , [e]</link> , [iː]</link> , [ɔj]</link>, y [uːj]</link> ).

## Morfología
"Al igual que otras lenguas de la familia Wakashan, en el Makah se flexionan los verbos para dar evidencialidad, lo cual indica el nivel y fuente del conocimiento del hablante sobre su propia afirmación. Algunos ejemplos están en la siguiente tabla:[8]
| Ejemplo         | Traducción                    | Probatorio                                                                       |
| --------------- | ----------------------------- | -------------------------------------------------------------------------------- |
| hi·dawʔaƛ wa·d  | "Escuché que lo encontró"     | -wa·t, rumores                                                                   |
| pu·pu· q̓adʔi    | "Está soplando un silbato"    | -q̓adi, auditivo                                                                  |
| čapac caqil     | "Parece una canoa"            | -caqił, evidencia visual incierta, como tratar de distinguir algo a la distancia |
| haʔuk̓aƛ pi·d ic | "Veo que comiste"             | -pi·t, inferencia a partir de evidencia física                                   |
| dudu·k̓aƛ x̌a·š   | "Probablemente esté cantando" | -x̌a·-š, probabilidad inferida                                                    |

Junto con esos ejemplos, compare las oraciones correspondientes sin los evidenciales: hi·dawʔal, "lo encontró"; č̓apac̓, "es una canoa"; haʔuk̓alic, "estás comiendo"; dudu·k̓al, "él está cantando".
| base                           | sufijos básicos | aspecto | sufijos periféricos | aspecto | secuencia clítica |
| palabra no extendida           |                 |         | sufijos periféricos | aspecto | secuencia clítica |
| palabra no extendida expandida |                 |         |                     |         | secuencia clítica |
| palabra extendida              |                 |         |                     |         |                   |

La 'palabra no extendida' consta de una raíz (la 'base'), sufijos léxicos y sufijos de aspecto. Lleva el "significado del diccionario" de la palabra, mientras que los clíticos representan lo que puede considerarse como "inflexiones" para otras categorías gramaticales. La palabra no extendida, 
- Sufijos léxicos: vienen en dos variedades: nucleares, que pueden cambiar el significado de la base o parte del discurso, y restrictivos, que agregan significado a la base sin alterar la clase de palabra.  Estos últimos incluyen sufijos direccionales y de ubicación.
- Sufijos aspectuales: Si bien varían en su realización, la palabra extendida puede marcar los siguientes aspectos,
Perfectivo, Imperfectivo, Graduativo, Durativo, Continuativo, Repetitivo e Iterativo

Los clíticos modales-pronominales suelen combinarse, creando de este modo un conjunto separado de clíticos pronominales para cada modo.  El Makah marca los modos indicativo, intencional, cotidianeista, subordinado, inferencial, mirativo, condicional, relativo, interrogativo de contenido e interrogativo polar.